# Vleerhonden
Vleerhonden (Pteropodidae), ook wel vliegende honden of grote vleermuizen genoemd, zijn een familie uit de orde van de vleermuizen. De familie telt bijna 200 soorten in ongeveer 45 geslachten. 

## Uiterlijke kenmerken
De spanwijdte van vleerhonden varieert tussen 24 cm en 180 cm, met een gewicht van bijna een kilogram voor de grootste soorten zoals de kalong. De kleinste soorten verschillen qua grootte nauwelijks van de vleermuissoorten die niet tot deze familie behoren; er zijn soorten die tussen de 15 en 20 gram wegen zoals de kleine epaulettenvleerhond. 
Vleerhonden danken hun naam aan hun typerende kop, die overeenkomsten vertoont met die van een hond of vos. Ze hebben spitse oren en relatief lange nekharen. 
Vleerhonden hebben relatief grote ogen aan de voorkant van hun kop, zodat ze zien met een stereoscopisch beeld. Daardoor kunnen ze de afstand precies inschatten. Omdat ze niet op jacht hoeven, zoals de andere vleermuizen, missen de meeste vliegende honden het orgaan dat echolocatie mogelijk maakt. Het zijn nachtdieren die zich oriënteren middels hun gezichts- en reukvermogen.

## Leefgebied
Vleerhonden komen voor in Afrika, Azië en Australië. Ze leven in tropische en subtropische gebieden in bosrijke gebieden. Ze komen zeer ver naar het oosten voor in de Grote Oceaan, zo is Pteropus tonganus op de Cookeilanden het oostelijkste zoogdier vanuit Azië.

## Voedsel
De meeste vleerhonden zijn frugivoor. Grote vleerhondengroepen kunnen schadelijk zijn voor mango- of bananenplantages. De kleinere soorten uit de onderfamilie Macroglossusinae doen zich tegoed aan nectar en stuifmeel.

## Voortplanting
De voortplantingsperiode is in de maanden februari en maart. Na een zwangerschap van 6 maanden wordt er één of hooguit twee jongen geboren. Bijzonder aan deze familie is dat de zogende vrouwtjes in aparte groepen bij elkaar zitten. Een maand lang blijft het jong bij zijn moeder, maar na deze periode zal ze het jong achterlaten in de verblijfplaats en alleen op zoek gaan naar eten. Na twee maanden kan het jong zelf vliegen, maar het zal nog een maand duren voordat het mee gaat om eten te zoeken. Tussen de 4 en 6 maanden is hij geheel onafhankelijk, maar hij wordt pas na 18 maanden vruchtbaar.

## Vijanden
Natuurlijke vijanden van vleerhonden zijn arenden, grote uilen, boomslangen en varanen.
De mens vormt een grotere bedreiging, vooral in fruitteeltgebieden. De boeren doden de vleerhonden of vergiftigen ze. Er wordt ook jacht op ze gemaakt vanwege het vlees.

## Vleerhonden als ziekteverspreiders
Er zijn aanwijzingen dat binnen populaties van bepaalde vleerhondsoorten dragers zijn van ziekteveroorzakende bacteriën en virussen die bij mensen en huisdieren dodelijke ziekten veroorzaken. De vleerhonden zelf vertonen dan geen symptomen van die ziekte, maar hebben wel de antistoffen in hun bloed.
Tussen 2001 en 2003 werden vleerhonden onderzocht op de aanwezigheid van het ebolavirus. Er werden drie soorten vleerhonden gevonden die antistoffen tegen dit virus hadden. De soorten die positief scoorden waren: hamerkopvleerhond (Hypsignathus monstrosus), Franquetvleerhond (Epomops franqueti) en de kraagvleerhond (Myonycteris torquata). Het Marburgvirus werd in 2007 gevonden in de nijlroezet (Rousettus aegyptiacus).

## Taxonomische indeling
In oudere indelingen worden de vleerhonden meestal in een aparte onderorde tegenover de andere vleermuizen (kleine vleermuizen, Microchiroptera) geplaatst. Er is ooit gesuggereerd dat vleerhonden verwant zouden zijn aan de vliegende katten en de primaten. Echter, volgens modern moleculair genetisch onderzoek (DNA-analyses) zijn de vleerhonden nauw verwant aan onder andere de vleermuisfamilies hoefijzerneuzen (Rhinolophidae) en bladneusvleermuizen van de Oude Wereld (Hipposideridae). Zij maken nu deel uit van dezelfde onderorde de Pteropodiformes. De overige vleermuissoorten behoren tot een zogenaamde zustergroep, de Vespertilioniformes.
Ook de indeling binnen de familie is verre van duidelijk. De meest gebruikte indeling was er vanouds een waarin een aantal nectaretende geslachten uit Afrika, Zuidoost-Azië en Australië, zoals Megaloglossus, Notopteris, Melonycteris en Eonycteris, in een aparte onderfamilie Macroglossinae werden geplaatst. De resterende groep werd meestal als één onderfamilie Pteropodinae geizen, maar werd soms ook ingedeeld in verschillende onderfamilies, zoals de Nyctimeninae en de Epomophorinae. Volgens fylogenetische analyses gebaseerd op zowel DNA als morfologie is zowel de Pteropodinae als de Macroglossinae echter geen monofyletische groep, zodat nu een nieuwe indeling, met veel meer onderfamilies, gebruikt wordt. Deze indeling is hieronder gegeven.
De familie omvat de volgende onderfamilies, geslachtengroepen (tribus), geslachten en kenmerkende soorten

(voor volledige soortenlijst klik op link van geslacht)
- Fossiel
  - Archaeopteropus†
    - Archaeopteropus transiens†

  - Propotto†
    - Propotto leakeyi†[4]
- Onderfamilie Nyctimeninae
  - Nyctimene (16 soorten waaronder de grote buisneusvleerhond, Nyctimene major)
  - Paranyctimene (2 soorten waaronder de kleine buisneusvleerhond, Paranyctimene raptor)
- Onderfamilie Cynopterinae
  - Aethalops (2 soorten)
  - Alionycteris (één soort: A. paucidentata)
  - Balionycteris (2 soorten)
  - Chironax (2 soorten)
  - Cynopterus (7 soorten waaronder Cynopterus luzoniensis)
  - Dyacopterus (3 soorten waaronder Dyacopterus spadiceus)
  - Haplonycteris (één soort: H. fischeri)
  - Latidens (één soort, de Indische roezet, Latidens salimalii)
  - Megaerops (4 soorten waaronder Megaerops wetmorei)
  - Otopteropus (één soort: Otopteropus cartilagonodus)
  - Penthetor (één soort: Penthetor lucasi)
  - Ptenochirus (drie soorten)
  - Sphaerias (één soort Sphaerias blanfordi)
  - Thoopterus (2 soorten)
- Onderfamilie Harpyionycterinae
  - Aproteles (één soort: de Bulmers roezet, Aproteles bulmerae)
  - Boneia (één soort: Boneia bidens)
  - Dobsonia (14 soorten waaronder Dobsonia moluccensis)
  - Harpyionycteris (2 soorten waaronder de spitstandvleerhond, Harpyionycteris whiteheadi)
- Onderfamilie Macroglossusinae
  - Macroglossus (langtongvleerhonden, 2 soorten waaronder de kleine langtongvleerhond, Macroglossus minimus)
  - Syconycteris (3 soorten waaronder Syconycteris hobbit)
- Onderfamilie Notopterisinae
  - Notopteris (2 soorten waaronder Notopteris neocaledonica )
- Onderfamilie Pteropodinae
  - Acerodon (5 soorten waaronder de Filipijnse vliegende hond, Acerodon jubatus)
  - Desmalopex (2 soorten)
  - Melonycteris (één soort: Melonycteris melanops)
  - Mirimiri (één soort: de Fiji-apenkopvleermuis, Mirimiri acrodonta)
  - Neopteryx (één soort: Neopteryx frosti)
  - Nesonycteris (4 soorten)
  - Pteralopex (5 soorten waaronder de punttandvleerhond, Pteralopex atrata)
  - Pteropus(ongeveer 65 soorten)
    - capistratus-groep (2 soorten waaronder de Halstervleerhond, Pteropus capistratus)
    - griseus-groep (16 soorten waaronder Pteropus griseus)
    - livingstonii-groep (2 soorten waaronder de Comorenvleerhond, Pteropus livingstonii)
    - lombocensis-groep (één soort: Pteropus lombocensis)
    - melanopogon-groep (5 soorten waaronder Pteropus melanopogon)
    - ornatus-groep (2 soorten waaronder Pteropus ornatus)
    - pelagicus-groep (7 soorten waaronder de Chuukvleerhond, Pteropus pelagicus)
    - personatus-groep (één soort: Pteropus personatus)
    - poliocephalus-groep (één soort: de grijskopvleerhond, Pteropus poliocephalus)
    - pselaphon-groep (2 soorten waaronder Pteropus pselaphon)
    - samoensis-groep (10 soorten  waaronder Pteropus samoensis)
    - scapulatus-groep (één soort: Pteropus scapulatus)
    - subniger-groep (één soort: Pteropus subniger)
    - temminckii-groep (één soort: Pteropus temminckii)
    - vampyrus-groep (11 soorten waaronder de kalong, Pteropus vampyrus)
    - vetulus-groep (één soort: Pteropus vetulus)

  - Styloctenium (2 soorten waaronder Styloctenium wallacei)
- Onderfamilie Eidolinae
  - Eidolon (2 soorten waaronder de palmvleerhond, Eidolon helvum)
- Onderfamilie Rousettinae
  - Tribus Eonycterini
    - Eonycteris (3 soorten waaronder de grottenvleerhond, Eonycteris spelaea)

  - Tribus Rousettini
    - Rousettus (10 soorten waaronder de nijlroezet, Rousettus aegyptiacus)

  - Tribus Scotonycterini
    - Casinycteris (3 soorten waaronder Casinycteris argynnis)
    - Scotonycteris (3 soorten waaronder de zenkervleerhond, Scotonycteris zenkeri)

  - Tribus Plerotini
    - Plerotes (één soort: Plerotes anchietae)

  - Tribus Epomophorini
    - Epomophorus (11 soorten waaronder de Gambiaanse epaulettenvleerhond, Epomophorus gambianus)
    - Epomops (2 soorten waaronder de Franquetvleerhond, Epomops franqueti)
    - Hypsignathus (één soort: hamerkopvleerhond, Hypsignathus monstrosus)
    - Nanonycteris (één soort: Nanonycteris veldkampi)

  - Tribus Myonycterini
    - Megaloglossus (2 soorten waaronder de Afrikaanse langtongvleerhond, Megaloglossus woermanni)
    - Myonycteris (5 soorten waaronder de kraagvleerhond, Myonycteris torquata)

  - Tribus Stenonycterini
    - Stenonycteris (één soort: Stenonycteris lanosa)

  - Incertae sedis
    - Pilonycteris (één soort: Pilonycteris celebensis)

Vleerhonden · Kitti's varkensneusvleermuis · Klapneusvleermuizen · Reuzenoorvleermuizen · Hoefijzerneuzen · Bladneusvleermuizen van de Oude Wereld · Spleetneusvleermuizen · Schedestaartvleermuizen · Nieuw-Zeelandse vleermuizen · Hechtschijfvleermuizen · Furievleermuizen · Hazenlipvleermuizen · Plooilipvleermuizen · Bladneusvleermuizen van de Nieuwe Wereld · Trechteroorvleermuizen · Zuigschijfvleermuizen · Bulvleermuizen · Miniopteridae · Gladneuzen